# Земсков, Тагир Эдуардович
Таги́р Эдуа́рдович Земско́в (род. 6 августа 1962) — советский легкоатлет, специалист по бегу на короткие дистанции и барьерному бегу. Выступал на всесоюзном уровне в 1980-х годах, чемпион Всемирной Универсиады, многократный победитель и призёр первенств всесоюзного значения, участник Игр доброй воли в Москве и чемпионата Европы в Штутгарте. Представлял Ленинград и спортивное общество «Трудовые резервы». Мастер спорта СССР международного класса.

## Биография
Тагир Земсков родился 6 августа 1962 года. Занимался лёгкой атлетикой в Ленинграде, выступал за добровольное спортивное общество «Трудовые резервы». Был подопечным заслуженного тренера РСФСР Тимофея Тихоновича Якименко.
Впервые заявил о себе на международном уровне в сезоне 1981 года, когда вошёл в состав советской сборной и выступил на юниорском европейском первенстве в Утрехте, где в зачёте бега на 400 метров с барьерами стал четвёртым.
В 1982 году в 400-метровом барьерном беге одержал победу на соревнованиях в Ленинграде.
В 1983 году в той же дисциплине вновь выиграл старт в Ленинграде, занял четвёртое место на чемпионате страны в рамках VIII летней Спартакиады народов СССР в Москве.
На чемпионате СССР 1984 года в Донецке выиграл серебряные медали в беге на 400 метров с барьерами и в эстафете 4 × 400 метров.
В 1985 году получил серебро в дисциплине 400 метров на зимнем чемпионате СССР в Кишинёве. В 400-метровом барьерном беге финишировал шестым на соревнованиях в Сочи и Москве, был вторым на международном старте в Роме, пятым в Праге, четвёртым на DN Galan в Стокгольме, стал серебряным призёром на летнем чемпионате СССР в Ленинграде. Будучи студентом, представлял Советский Союз на Всемирной Универсиаде в Кобе — в беге на 400 метров с барьерами превзошёл всех соперников и завоевал золотую награду, тогда как в программе эстафеты 4 × 400 метров вместе с соотечественниками Сергеем Куцебо, Евгением Ломтевым и Владимиром Просиным выиграл серебряную медаль.
В 1986 году на Мемориале братьев Знаменских в Ленинграде установил личные рекорды в дисциплинах 400 метров и 400 метров с барьерами — 49,37 и 49,07 соответственно. Помимо этого, стал серебряным призёром на всесоюзном старте в Таллине, закрыл десятку сильнейших на впервые проводившихся Играх доброй воли в Москве, получил серебро на чемпионате СССР в Киеве. Благодаря череде удачных выступлений удостоился права защищать честь страны на чемпионате Европы в Штутгарте — в финале с результатом 50,02 пришёл к финишу пятым.
В 1987 году взял бронзу на Мемориале братьев Знаменских в Москве, выиграл золотую и бронзовую медали на домашних соревнованиях в Ленинграде. Принимал участие в Универсиаде в Загребе — в беге на 400 метров с барьерами дошёл до стадии полуфиналов, тогда как в эстафете 4 × 400 метров совместно с Олегом Фатуном, Валерием Стародубцевым и Владимиром Просиным завоевал бронзовую награду.
За выдающиеся спортивные достижения удостоен почётного звания «Мастер спорта СССР международного класса».